# Rainer Pethran
Rainer Pethran (Augusta, 26 novembre 1950 – Monaco di Baviera, 2 settembre 2019) è stato un cestista tedesco.

## Carriera
Con la Germania Ovest ha disputato i Campionati europei del 1971 e i Giochi olimpici di Monaco 1972.